# Siphosturmia rafaeli
Siphosturmia rafaeli är en tvåvingeart som beskrevs av Townsend 1915. Siphosturmia rafaeli ingår i släktet Siphosturmia och familjen parasitflugor. Inga underarter finns listade i Catalogue of Life.